# Създадено в България
Създадено в България е третият студиен албум на българския поп-рок дует Дони и Момчил, издаден през 1997 година от „Старс Рекърдс“. Албумът е с продължителност 45 мин и 52 секунди.

## Изпълнители
- Добрин Векилов – вокал, музика и текст
- Момчил Колев – музика, аранжимент

## Песни
1. Косите на самодивата – 3:36
2. Нестинарка – 4:17
3. Дева – 3:24
4. Невъзможно далечен свят – 2:35
5. Домът на скитника – 3:16
6. Коледна песен – 2:54
7. За вредата от прекомерната употреба на захар – 3:33
8. Изплашеният хълм – 4:24
9. Твойта тишина – 3:53
10. Сляпо момиче – 4:24
11. Цветен дъх – 3:28
12. Не на страха – 3:03
13. Хубава си, моя горо – 3:05